# Turvo (Santa Catarina)
Turvo es un municipio brasileño del estado de Santa Catarina. Tiene una población estimada al 2021 de 13 080 habitantes.

## Historia
Fundado por colonos italianos, la localidad fue elevada a distrito de Araranguá en 1930. Se emancipó en 1948, instalando el municipio el 20 de marzo de 1949.